# Commack
Commack – jednostka osadnicza w Stanach Zjednoczonych, w stanie Nowy Jork, w hrabstwie Suffolk na Long Island.
Z Commack pochodzi Rosie O’Donnell, amerykańska aktorka komediowa.